# George Murray Smith
George Murray Smith (19 de març de 1824, Londres, Anglaterra - 6 d'abril de 1901, Byfleet, Surrey) va ser un editor d'origen escocès, fundador de The Cornhill Magazine, influent revista literària de l'època victoriana.
Era fill de l'editor George Smith (1789-1846), cofundador de l'editorial victoriana Smith, Elder & Co, juntament amb Alexander Elder (1789-1846).
Va prendre la direcció de l'editorial del seu pare el 1846. Va expandir les àrees de vendes i diversificar els productes per tot l'Imperi Britànic. La firma també subministrava un complet catàleg comercial de productes, dirigit als expatriats britànics. Sota la seva direcció l'empresa va publicar obres de famosos escriptors victorians com John Ruskin, Charles Darwin, William Makepeace Thackeray, Elizabeth Barrett Browning, Wilkie Collins, Matthew Arnold, Harriet Martineau, Anthony Trollope i Emily Brontë.
La seva més important publicació va ser la primera edició del Dictionary of National Biography de 66 toms (1885-1901).
El 1860 va fundar la revista literària il·lustrada The Cornhill Magazine, publicació de gran prestigi durant l'època victoriana, que als seus inicis va tenir com a editor William Thackeray. Aquesta revista es va caracteritzar per publicar novel·les per episodis d'autors com Anthony Trollope, Robert Browning, Arthur Conan Doyle, Alfred Tennyson, Henry James, Thomas Hardy, Thackeray, entre d'altres. També va fundar el periòdic literari Pall Mall Gazette, el 1865.
George Murray Smith és reconegut com la font d'inspiració del personatge de Graham Bretton a la novel·la de Charlotte Brontë Villette.
Des de 1890 fins a la seva mort, Smith va viure a la casa pairal «Somerset House», al carrer Park Lane a la Ciutat de Westminster, on abans hi havia residit Warren Hastings, primer Governador general de l'Índia. Va llogar-la de Lady Hermione Graham, filla d'Edward Seymour, 12è Duc de Somerset. L'edifici va passar a ser coneguda per la seva adreça: 40, Park Lane, enderrocada el 1913.